# Matías Sosa
Nello Matías Sosa (Neuquén, 26 de fevereiro de 1992) é um futebolista argentino que atua como meia. Atualmente, está sem clube.

## Carreira
Sosa foi revelado pelo tradicional Estudiantes de La Plata, da Argentina, onde era visto como um prodígio desde que surgiu ainda adolescente. Ele deu seus primeiros chutes na bola enquanto era acompanhado de perto por ninguém menos que o lendário meia Juan Sebastián Verón, um de seus mentores no clube platense.
Após a participação no Mundial Sub-17 de 2009, Sosa foi contratado pelo Sporting de Gijón, da Espanha.
Depois desta passagem sem muito sucesso pelo futebol espanhol, Sosa jogou no Nacional do Uruguai. Na equipe de Montevidéu, o canhoto voltou a mostrar o bom futebol dos tempos de base. Com o Nacional, ele foi campeão uruguaio.
Após esta passagem vitoriosa pelo Nacional, Sosa foi vendido ao também uruguaio River Plate, mas não conseguiu se firmar. Passou depois por Colón e pelo pequeno Cipolletti, ambos de seu país, antes de decidir seguir novos rumos, aventurando-se no vizinho Brasil.

### Seleção Argentina
Matías Sosa foi convocado para o selecionado nacional argentino sub-15 e sub-17. Pelo sub-15, disputou o Campeonato Sul-Americano de 2007 no Brasil, ajudando a equipe a conquistar o terceiro lugar da competição.
Pelo sub-17, disputou o Campeonato Sul-Americano de 2009 no Chile, onde a Argentina terminou em segundo lugar, após perder a final para o Brasil. Disputou também o Mundial da categoria em 2009 na Nigéria, onde jogou 2 partidas, contra a anfitriã Nigéria, e Alemanha.

## Títulos
Nacional
- Campeonato Uruguaio: 2011–12 (Torneo Apertura)[8]

Portuguesa RJ
- Copa Rubro-Verde: 2018

## Campanhas de destaque
Argentina
- Campeonato Sul-Americano Sub-15: 2007 (terceiro lugar)
- Campeonato Sul-Americano Sub-17: 2009 (vice-campeão)